# Oberzent
Oberzent ist eine Stadt im Odenwaldkreis in Hessen, die am 1. Januar 2018 aus dem Zusammenschluss der Stadt Beerfelden mit den Gemeinden Hesseneck, Rothenberg und Sensbachtal entstanden ist.
Sie nimmt mit 165,5 km² Fläche mehr als ein Viertel des Kreisgebietes ein und ist hinter Frankfurt am Main und Wiesbaden der Fläche nach die drittgrößte Stadt Hessens. Dieser Zusammenschluss war die erste Änderung im Bestand der hessischen Städte und Gemeinden seit Abschluss der Gebietsreform in Hessen 1979. Am 31. Dezember 2015 wurden in den zusammenzuschließenden Gemeinden des Stadtgebiets 10.248 Einwohner gezählt.

## Name
Oberzent ist traditionell die Bezeichnung für den südlichen Teil des hessischen Odenwaldkreises mit Beerfelden als Hauptort. Der Name leitet sich von der hoch, also oben, gelegenen Zent, dem mittelalterlichen Gerichts- und Verwaltungsbezirk, ab. Zeuge dieses Zentgerichts ist der Beerfelder Galgen, der größte und besterhaltene im Bundesgebiet. Für den Umfang der Zent siehe Amt Freienstein. Das Gebiet wird heute – mit Ausnahme der Gemeinde Mossautal – als „Beerfelder Land“ touristisch vermarktet. Die Gebietsbezeichnung hat bei der Namensgebung der Oberzent-Schule in Beerfelden Pate gestanden. Das Museum der Oberzent in Beerfelden widmet sich der Stadt- und Regionalgeschichte. Weiterhin tragen zahlreiche Vereine des Gebietes diesen Namen.
Dem Namen wurde und wird in der Regel als primäre Landschaftsbezeichnung ein Artikel vorangestellt.
Zur Abgrenzung von der Oberzent wird der nördliche Teil des Odenwaldkreises ab Michelstadt oft als Unterzent bezeichnet. Diese Wortschöpfung ist historisch jedoch nicht belegt und eine Erfindung der Neuzeit.

## Geographie

### Geographische Lage
Das Stadtgebiet von Oberzent liegt im Buntsandsteingebiet des Odenwaldes und nimmt das hoch gelegene südliche Viertel des Odenwaldkreises ein und insbesondere alle Gebiete südlich der Odenwälder Hauptwasserscheide zwischen Main und Neckar. Die meisten Stadtteile liegen in den Talzügen, die nach Süden zum Neckar entwässern. Ausgenommen hiervon ist nur der Stadtteil Beerfelden, der im Quellgebiet der Mümling liegt und nördlich davon die Stadtteile Etzean und Hetzbach. Die Mümling fließt von diesen drei Ortschaften nach Norden dem Main zu und ihr Tal ist die Hauptverkehrsachse und der Siedlungsschwerpunkt des Odenwaldkreises. Zur südlichen Grenze des Stadtgebietes gerichtet gibt es nebeneinander vier Talzüge in Richtung Neckar. Im Westen ist es das mehrfach verzweigte Talsystem des Finkenbachs. In diesem liegen von Süden nach Norden aufgezählt die Stadtteile Kortelshütte, Ober-Hainbrunn und Rothenberg, Finkenbach, Hinterbach und Raubach, Falken-Gesäß, Airlenbach und Olfen. Das nächste östlich anschließende Tal ist das des Gammelsbachs, in dem der Stadtteil Gammelsbach und der südliche Ortsrand von Beerfelden liegen. Das dritte Tal ist das des Sensbachs mit den Stadtteilen Ober-Sensbach, Unter-Sensbach und Hebstahl. Als letztes folgt das Ittertal mit den Stadtteilen Schöllenbach, Kailbach und  Hesselbach. Die meisten Stadtteile sind in Tallage zu finden. Lediglich Rothenberg und Kortelshütte liegen als Höhensiedlung auf einer Rodungsinsel der Hirschhorner Höhe und Hesselbach liegt ganz im Osten auf einem Hochplateau, das an die Wasserscheide zur Mud grenzt. Die Lage von Beerfelden hat eine Besonderheit darin, dass der Ortskern zwar im Quellgebiet der Mümling entstanden ist, die Bebauung reicht aber nach Süden bis über den Sattel, der von der Mümling zum Gammelsbach führt.
Im Stadtgebiet von Oberzent, auf dem Gebiet von Ober-Sensbach, erheben sich einige der höchsten Berge des Odenwaldkreises, die Sensbacher Höhe mit 558 Meter und mit 555 Meter Höhe der Krähberg. Auf dessen Spitze liegt das gleichnamige Jagdschloss Krähberg der Grafen zu Erbach-Fürstenau. Die am tiefsten gelegenen Stellen sind im Südwesten die Einmündung des Zweigrund in den Finkenbach auf etwa 175 m ü. NN und im Südosten die Einmündung des Sensbachs in die Itter auf etwa 185 m ü. NN. Im Norden ist die tiefste Stelle an der Einmündung des Marbachs in die Mümling bei etwa 250 m ü. NN zu finden.

### Nachbargemeinden

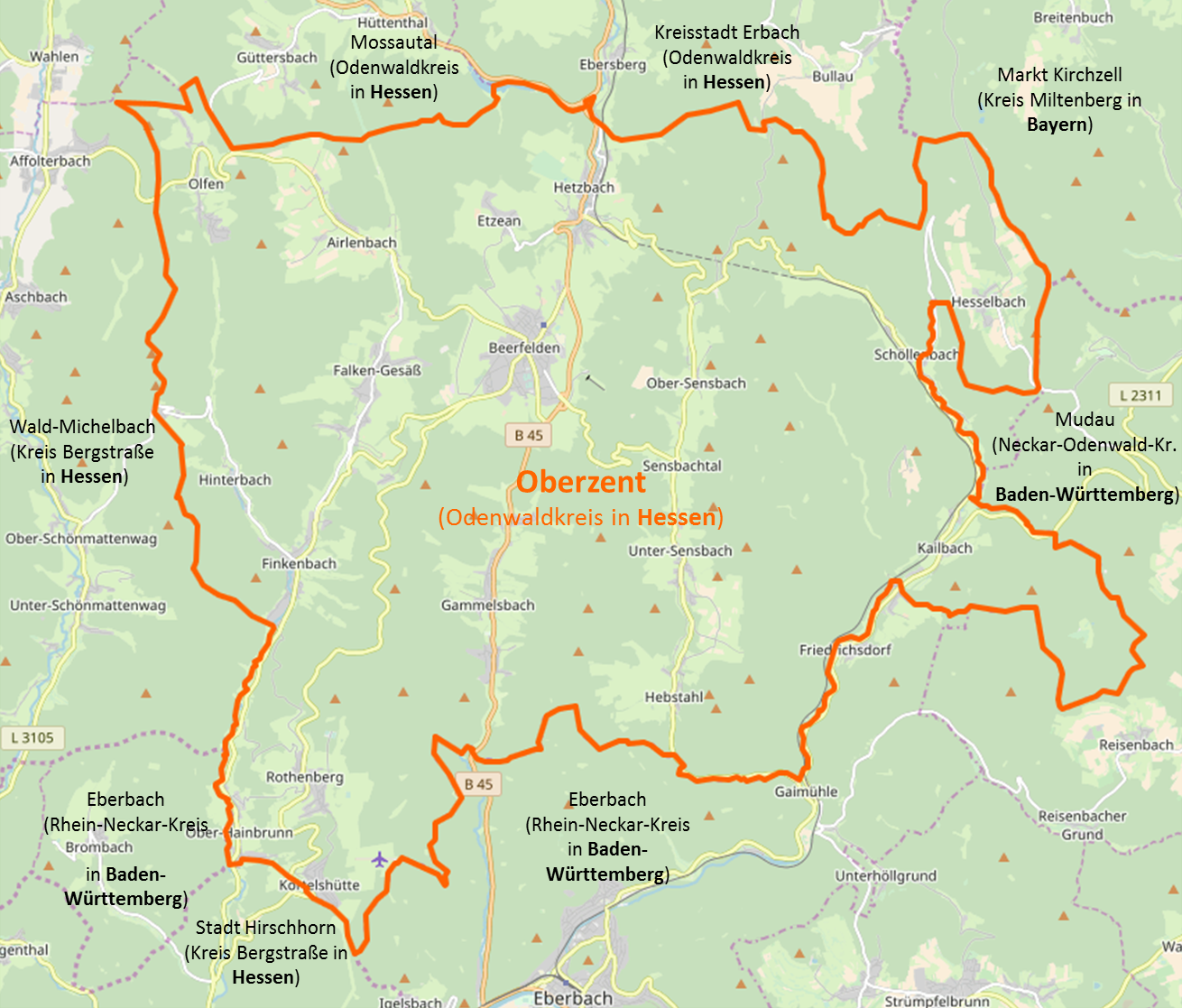
Die Stadtgrenze von Oberzent

Oberzent grenzt im Norden an die Gemeinde Mossautal, die Stadt Erbach sowie den Markt Kirchzell (Landkreis Miltenberg in Bayern), im Osten an die Gemeinde Mudau (Neckar-Odenwald-Kreis) sowie die Exklave Badisch-Schöllenbach der Stadt Eberbach, beide in Baden-Württemberg, im Süden an die Stadt Hirschhorn (Landkreis Bergstraße) und die Stadt Eberbach (Rhein-Neckar-Kreis in Baden-Württemberg) sowie im Westen an die Gemeinde Wald-Michelbach (Landkreis Bergstraße).

### Stadtgliederung
Die Stadt Oberzent besteht aus folgenden Stadtteilen:
| - Airlenbach - Beerfelden - Etzean - Falken-Gesäß - Finkenbach | - Gammelsbach - Hebstahl - Hesselbach - Hetzbach - Hinterbach | - Kailbach - Kortelshütte - Ober-Hainbrunn - Ober-Sensbach - Olfen | - Raubach - Rothenberg - Schöllenbach - Unter-Sensbach |

Mit 19 Stadtteilen weist Oberzent neben der Gemeinde Heidenrod die höchste Zahl an Ortsteilen in Hessen auf.

## Geschichte
Von 2000 bis 2014 gingen in Beerfelden 200 Arbeitsplätze (13 Prozent) verloren. Von 1990 bis 2015 ging die Bevölkerung um fast zehn Prozent zurück, während sie in Deutschland um 1,8 Prozent stieg. In den anderen Gemeinden war es ähnlich, insgesamt haben in 25 Jahren 1140 Menschen die Oberzent verlassen. Es kam zu mehr und mehr Leerstand; die Infrastruktur ging zurück. So reifte in der Stadt und ihren Nachbargemeinden die Idee eines Zusammenschlusses. Dieser verspricht eine Entlastung der kommunalen Finanzen um jährlich 900.000 Euro sowie neue finanzielle Handlungsspielräume, um die notwendige soziale und technische Infrastruktur in allen Ortschaften zu sichern und um ein attraktives, familienfreundliches und lebenswertes Umfeld zu gewährleisten und weiterzuentwickeln. Gespart wird, weil drei Bürgermeisterstellen wegfallen, größere Städte beim kommunalen Finanzausgleich mehr Geld bekommen und das Land als Starthilfe ein Drittel der Altschulden übernimmt.
Deshalb fand am 6. März 2016 in den vier Kommunen Beerfelden, Hesseneck, Rothenberg und Sensbachtal ein Bürgerentscheid statt, in dem die Zusammenlegung der Kommunen zur Frage stand. In allen vier Kommunen entschied sich eine Mehrheit für eine Fusion zu Oberzent, die zum 1. Januar 2018 verwirklicht wurde. Einem entsprechenden Grenzänderungsvertrag haben alle vier Gemeindeparlamente am 3. Mai 2017 zugestimmt. Die Urkunden für die Stadtrechte und neuen Gemarkungsgrenzen wurden am 13. September 2017 vom Hessischen Innenminister Peter Beuth und Regierungspräsidentin Brigitte Lindscheid in Darmstadt überreicht. Zugleich wurde der im Mai 2017 beschlossene Grenzänderungsvertrag durch das Regierungspräsidium Darmstadt genehmigt.
Im Grenzänderungsvertrag ist namentlich folgendes festgelegt:
1. Der Name lautet Oberzent.
2. Es erfolgt die Übernahme der von der Stadt Beerfelden geführten Bezeichnung „Stadt“ im Wege der Rechtsnachfolge.
3. Die 19 bisherigen Stadt- bzw. Ortsteile werden Stadtteile der Stadt Oberzent und behalten ihre bisherige Bezeichnung.
4. Die Stadt erhält die einheitliche Postleitzahl 64760.
5. Doppelt vorhandene Straßennamen werden angepasst.
6. Wappen und Flagge sind mit Abbildung und Beschreibung dargestellt.
7. Es erfolgt die Bildung von 13 Ortsbezirken und die Wahl von Ortsbeiräten.
  1. Airlenbach, 325 Einwohner, fünf Mitglieder
  2. Beerfelden, 3337 Einwohner, neun Mitglieder
  3. Etzean, 146 Einwohner, drei Mitglieder
  4. Falken-Gesäß, 489 Einwohner, fünf Mitglieder
  5. Finkenbach, Hinterbach und Raubach, 575 Einwohner, sieben Mitglieder
  6. Gammelsbach, 906 Einwohner, sieben Mitglieder
  7. Hebstahl, Ober-Sensbach und Unter-Sensbach, 942 Einwohner, sieben Mitglieder
  8. Hesselbach, Kailbach und Schöllenbach; 634 Einwohner, sieben Mitglieder
  9. Hetzbach, 877 Einwohner, sieben Mitglieder
  10. Kortelshütte, 450 Einwohner, fünf Mitglieder
  11. Ober-Hainbrunn, 320 Einwohner, fünf Mitglieder
  12. Olfen, 323 Einwohner, fünf Mitglieder
  13. Rothenberg, 883 Einwohner, sieben Mitglieder
8. Die   Ortsvorsteher bilden einen Beirat, der den Magistrat in allen die Stadtteile besonders betreffenden Angelegenheiten berät und unterstützt
9. Die vorläufige Stadtverordnetenversammlung der Stadt Oberzent erlässt in ihrer konstituierenden Sitzung die Hauptsatzung der Stadt Oberzent nach dem dem Grenzänderungsvertrag beigefügten Muster.

Die neue Stadt Oberzent hat ungeachtet ihrer Ausdehnung nur etwas über 10.000 Einwohner. Straßennamen, die es doppelt gibt, werden (wurden) geändert, wobei jeweils die Straße, in der weniger Bürger wohnen, umbenannt wird.

## Politik
Die Nachwahl der Stadtverordnetenversammlung und der Ortsbeiräte erfolgte dem Grenzänderungsvertrag entsprechend am 29. April 2018 für den Rest der allgemeinen Wahlzeit, die in Hessen am 31. März 2021 endet. Zeitgleich mit der Nachwahl fand die Wahl des Bürgermeisters für eine sechsjährige Amtszeit statt.

### Stadtverordnetenversammlung
Nach dem Grenzänderungsvertrag wurde für die Zeit vom 1. Januar 2018 bis zur Konstituierung einer neuen Stadtverordnetenversammlung eine vorläufige Stadtverordnetenversammlung gebildet. Diese setzte sich aus den bisherigen Stadtverordneten der Stadt Beerfelden (25) und den bisherigen Gemeindevertretern der Gemeinden Hesseneck (11), Rothenberg (15) und Sensbachtal (8) zusammen. Die Stadtverordnetenversammlung umfasste mithin fürs Erste 59 Stadtverordnete und trat am 22. Januar 2018 zu ihrer konstituierenden Sitzung zusammen. In der Nachwahl war bei über 10.000 Einwohnern die gesetzliche Zahl von 37 Stadtverordneten zu wählen.
Die Kommunalwahl am 14. März 2021 lieferte folgendes Ergebnis, in Vergleich gesetzt zu früheren Kommunalwahlen:
| Sitzverteilung in der Stadtverordnetenversammlung 2021Insgesamt 37 Sitze - SPD: 9 - Grüne: 3 - FDP: 5 - CDU: 8 - ÜWO: 12 | Parteien und Wählergemeinschaften | Parteien und Wählergemeinschaften           | % 2021 | Sitze 2021 | % 2018 | Sitze 2018 |
| Sitzverteilung in der Stadtverordnetenversammlung 2021Insgesamt 37 Sitze - SPD: 9 - Grüne: 3 - FDP: 5 - CDU: 8 - ÜWO: 12 | ÜWO                               | Überparteiliche Wählergemeinschaft Oberzent | 31,5   | 12         | 35,0   | 13         |
| Sitzverteilung in der Stadtverordnetenversammlung 2021Insgesamt 37 Sitze - SPD: 9 - Grüne: 3 - FDP: 5 - CDU: 8 - ÜWO: 12 | SPD                               | Sozialdemokratische Partei Deutschlands     | 25,1   | 9          | 27,9   | 10         |
| Sitzverteilung in der Stadtverordnetenversammlung 2021Insgesamt 37 Sitze - SPD: 9 - Grüne: 3 - FDP: 5 - CDU: 8 - ÜWO: 12 | CDU                               | Christlich Demokratische Union Deutschlands | 20,5   | 8          | 17,1   | 6          |
| Sitzverteilung in der Stadtverordnetenversammlung 2021Insgesamt 37 Sitze - SPD: 9 - Grüne: 3 - FDP: 5 - CDU: 8 - ÜWO: 12 | FDP                               | Freie Demokratische Partei                  | 13,4   | 5          | 10,8   | 4          |
| Sitzverteilung in der Stadtverordnetenversammlung 2021Insgesamt 37 Sitze - SPD: 9 - Grüne: 3 - FDP: 5 - CDU: 8 - ÜWO: 12 | GRÜNE                             | Bündnis 90/Die Grünen                       | 9,1    | 3          | 7,9    | 3          |
| Sitzverteilung in der Stadtverordnetenversammlung 2021Insgesamt 37 Sitze - SPD: 9 - Grüne: 3 - FDP: 5 - CDU: 8 - ÜWO: 12 | LINKE                             | Die Linke                                   | 0,4    | –          | 1,3    | 1          |
| Sitzverteilung in der Stadtverordnetenversammlung 2021Insgesamt 37 Sitze - SPD: 9 - Grüne: 3 - FDP: 5 - CDU: 8 - ÜWO: 12 | Gesamt                            | Gesamt                                      | 100,0  | 37         | 100,0  | 37         |
| Sitzverteilung in der Stadtverordnetenversammlung 2021Insgesamt 37 Sitze - SPD: 9 - Grüne: 3 - FDP: 5 - CDU: 8 - ÜWO: 12 | Wahlbeteiligung in %              | Wahlbeteiligung in %                        | 58,0   | 58,0       | 66,1   | 66,1       |

### Bürgermeister und Magistrat
Nach der hessischen Kommunalverfassung wird der Bürgermeister für eine sechsjährige Amtszeit gewählt, seit dem Jahr 1993 in einer Direktwahl, und ist Vorsitzender des Magistrats, dem in der Stadt Oberzent neben dem Bürgermeister ehrenamtlich ein Erster Stadtrat und neun weitere Stadträte angehören. Bürgermeister ist seit dem 1. Juli 2018 der parteiunabhängige Christian Kehrer. Er wurde Nachfolger von Egon Scheuermann, dem letzten Bürgermeister von Sensbachtal, der ab 1. Januar 2018 als Staatsbeauftragter die Aufgaben eines Bürgermeisters der neu gegründeten Stadt ausübte und auf eine eigene Kandidatur verzichtete. Christian Kehrer wurde am 27. Mai 2018 in einer Stichwahl bei 58,89 Prozent Wahlbeteiligung mit 52,89 Prozent der Stimmen gewählt. Es folgte eine Wiederwahl ohne Gegenkandidaten im Februar 2024.
Amtszeiten der Bürgermeister
- 2018–2030 Christian Kehrer[16]
- 2018–2018 Egon Scheuermann (Staatsbeauftragter für sechs Monate)

Magistrat
Der Magistrat ist als Kollegialorgan die Verwaltungsbehörde der Stadt. Er besteht aus dem Bürgermeister als Vorsitzenden, dem Ersten Stadtrat und mindestens einem weiteren Stadtrat; die Zahl der Stadträte wird in der Hauptsatzung festgeschrieben und sie sind, wenn dort nichts anderes bestimmt ist, ehrenamtlich tätig. In den kreisangehörigen Städten Hessens bewegt sich die Zahl der weiteren Stadträte (neben dem Ersten Stadtrat) zwischen vier und zwölf, mit einem Schwerpunkt bei der Spanne zwischen fünf bis neun. Die Zahl hauptamtlicher Stadträte darf die der ehrenamtlichen nicht übersteigen.
Der Magistrat besorgt die laufende Verwaltung und wird von den Bediensteten der Stadt unterstützt. Diese stellt er ein, befördert und entlässt sie. Er trifft die Entscheidungen zu laufenden Verwaltungsangelegenheiten, bereitet gemeinsam mit der Verwaltung die Beschlüsse der Stadtverordnetenversammlung vor und führt diese aus. Er wirkt mit bei der Ausführung der Gesetze und Verordnungen innerhalb der Stadt, bei der Verwaltung des Vermögens, bei der Erstellung des Haushaltsplanes sowie bei der Überwachung des Kassen- und Rechnungswesens. Auch die Wahrung der Bürgerinteressen ist seine Aufgabe. Er vertritt die Gemeinde nach außen, führt den Schriftwechsel und vollzieht die Gemeindeurkunden. Er tagt unter Vorsitz des Bürgermeisters in nicht-öffentlichen Sitzungen. An den Sitzungen der Stadtverordnetenversammlung nimmt der Magistrat ohne Stimmrecht teil.
Die ehrenamtlichen Stadträte werden von der Stadtverordnetenversammlung in oder bald nach der konstituierenden Sitzung für die fünfjährige Wahlperiode bis zur nächsten Kommunalwahl in den Magistrat gewählt. Für die Dauer ihrer Wahlzeit werden sie zu Ehrenbeamten ernannt und können zwar zurücktreten, aber im Gegensatz zu hauptamtlichen Magistratsmitgliedern nicht abgewählt werden. Die Stärke der in der Stadtverordnetenversammlung vertretenen Fraktionen spiegelt sich grundsätzlich in der Zusammensetzung des ehrenamtlichen Magistrats wider. Vertreterin des Bürgermeisters ist Erste Stadträtin Jutta Haas.
Nach dem Grenzänderungsvertrag wurde für die Zeit vom 1. Januar 2018 bis zur Konstituierung eines neuen Magistrats ein vorläufiger Magistrat gebildet. Dieser setzte sich unter dem Vorsitz des Staatsbeauftragten Egon Scheuermann aus den bisherigen Stadträten der Stadt Beerfelden (6) und den bisherigen Beigeordneten der Gemeinden Hesseneck (3), Rothenberg (5) und Sensbachtal (2) sowie aus den vier bisherigen Bürgermeistern zusammen. Der Magistrat umfasste mithin fürs Erste 20 Mitglieder. In der Hauptsatzung der Stadt Oberzent vom 12. Juni 2018 wurde die Zahl der (ehrenamtlichen) Stadträte auf neun festgesetzt und für die Wahlperiode ab April 2021 auf zehn erhöht.

### Wappen und Flagge
Wappen

Blasonierung: Im schräggevierten Schild oben in Silber ein schwarzes Hirschgeweih mit roten Geweihrosen, zwischen den Stangen eine rote Eichel; vorn in Rot ein silbernes Kreuz auf einem silbernen Bogen, begleitet von zwei silbernen sechsstrahligen Sternen; hinten in Rot ein silbernes Rad; unten in Silber ein rot- bewehrter aufgerichteter schwarzer Bär.
Das Wappen wurde als Teil des Grenzänderungsvertrages bereits am 13. September 2017 durch das Hessische Innenministerium genehmigt, wurde aber erst mit der der Stadtgründung am 1. Januar 2018 rechtskräftig. Gestaltet wurde es durch den Darmstädter Heraldiker Dieter Krieger.
Die Wappenfiguren in jedem Geviert nehmen Bezug auf die Wappen der vier zu Oberzent zusammengeschlossenen Gemeinden. Das Hirschgeweih oben ist aus dem Wappen von Rothenberg entlehnt, Kreuz, Bogen und Sterne vorne haben mit dem Wappen von Hesseneck nur die Farben vertauscht, das silberne Rad hinten erinnert an Sensbachtal und der schwarze Bär unten war die Wappenfigur von Beerfelden.
Flagge
Die Flagge der Stadt wurde gemeinsam mit dem Wappen als Teil des Grenzänderungsvertrages genehmigt und wird wie folgt beschrieben:
„Rot-Weiß-Rot gespalten (1:3:1) belegt mit dem Stadtwappen. Die Stadtfarben sind Rot und Weiß.“

## Kulturdenkmäler
Aufgrund der Zusammenlegung der verschiedenen Orte hat sich auch die Liste der Kulturdenkmäler verändert.

## Natur und Schutzgebiete
Als Naturschutzgebiete sind das Rote Wasser von Olfen, das Finkenbachtal bei Finkenbach, der Jakobsgrund bei Gammelsbach und das Hinterbachtal bei Raubach ausgewiesen.
Das Ebersberger Felsenmeer, eine Blockhalde aus Buntsandsteinfelsen liegt teilweise im Gebiet von Oberzent-Hetzbach. Es ist seit 1937 ein geologisches Naturdenkmal, inzwischen sind auch die umgebenden Waldbestände als FFH-Gebiet geschützt.
Außerdem sind mehrere markante Einzelbäume und geologische Besonderheiten als Naturdenkmale ausgewiesen.

## Wirtschaft und Infrastruktur

### Bildung
In Oberzent gibt es vier Grundschulen: die Schule in der Stried in Beerfelden, die Reinhart-van-Gülpen-Schule in Gammelsbach, sowie die Grundschulen Sensbachtal und Rothenberg. Die ehemals existierende Grundschule in Hesseneck wurde zum Ablauf des Schuljahres 2008/2009 wegen zu geringer Schülerzahlen geschlossen.
Die Oberzent-Schule in Beerfelden, eine integrierte Gesamtschule, stellt die weiterführende Bildung sicher. Schüler, die eine Gymnasiallaufbahn anstreben, können mit den öffentlichen Verkehrsmitteln die umliegenden Gymnasien in Michelstadt und Eberbach besuchen.

### Verkehr
Die Bundesstraße 45 führt von Nord nach Süd durch die Stadtteile Hetzbach, Beerfelden und Gammelsbach. Für Beerfelden gibt es eine Umgehungsstraße östlich der Ortslage. In Hetzbach
zweigt die Landesstraße 3108 nach Osten von der B 45 ab und folgt kurvenreich den vielfach gekerbten steilen Talhängen zu beiden Seiten des Reußenkreuzes. Sie bildet als östliche Verlängerung der Bundesstraße 460 einen Streckenabschnitt der Siegfriedstraße in Richtung der Stadtteile Schöllenbach und Kailbach. Jenseits der Landesgrenze führt die Siegfriedstraße weiter nach Amorbach.
Im Stadtgebiet liegen drei Haltepunkte der Odenwaldbahn: Hetzbach nördlich, sowie Schöllenbach und Kailbach südlich des Krähbergtunnels.

## Persönlichkeiten

### Söhne und Töchter der Stadt
- Johann Heinrich Breimer (1772–1837), Gerichtsschultheiß und Abgeordneter der 2. Kammer der Landstände des Großherzogtums Hessen
- Jakob Reissig (1800–1860), Forstmann und Verwaltungsbeamter, geboren auf dem Krähberg
- August Breimer (1845–1900), Bierbrauer, Gastwirt und Abgeordneter der 2. Kammer der Landstände des Großherzogtums Hessen
- Heinrich Braun (1847–1911), Chirurg
- Jakob Ihrig („Raubacher Jockel“, 1866–1941), Odenwälder Original
- Heinrich Breimer (1867–1947), Bierbrauermeister und Abgeordneter der 2. Kammer der Landstände des Großherzogtums Hessen, Sohn von August
- Johann Georg Peter Fuchs (1868–1949), bayrischer Theaterintendant, Bruder von Emil Fuchs
- Emil Fuchs (1874–1971), evangelischer Theologe, Bruder von Johann Georg Peter Fuchs
- Jan Holschuh (1909–2000), Bildhauer
- Hermann Ludwig Schwöbel (* 1950 in Beerfelden), deutscher Architekt, ansässig in Mannheim
- Jürgen Wolf (* 1957), Skilangläufer, Trainer und Sportfunktionär

### Mit der Stadt verbunden
- Karl Friedrich Wider, Arachnologe und Pastor (lutherischer Oberpfarrer) in Beerfelden, 1. Mai 1828 zum ersten Pfarrer befördert
- Ludwig Albrecht Braun (1797–1869), hessischer Landtagsabgeordneter, Pfarrer in Beerfelden
- Joe Hackbarth (1931–2000), Jazzmusiker und Kunstmaler, wohnhaft und verstorben im Stadtteil Falken-Gesäß
- Mani Neumeier (* 1940), Jazz- und Rockschlagzeuger, zeitweise wohnhaft im Stadtteil Finkenbach
- Horst Schnur (* 1942), bis 2009 Landrat des Odenwaldkreises, seit 1969 im Stadtteil Olfen wohnhaft[24]
- Michael Reuter (* 1948), Landtagsabgeordneter des Odenwaldkreises, seit 2003 in Beerfelden wohnhaft
- Jochen Sattler (* 1956), Fernsehjournalist, aufgewachsen in Beerfelden
- Daniel Knop (* 1957), Sachbuchautor, Fachjournalist und Naturfotograf, wohnhaft in Airlenbach
- Rüdiger Holschuh (* 1967), Mitglied des hessischen Landtages, aufgewachsen in Gammelsbach
- Lukas Billick (* 1988), Fußballspieler, aufgewachsen in Beerfelden
- Meike Weber (* 1987), Fußballspielerin, aufgewachsen in Schöllenbach
- Florian Flick (* 2000), Fußballspieler, aufgewachsen in Olfen